# Ixcanul
Ixcanul es una película guatemalteca producida por La Casa de Producción/Tu Vas Voir Productions y dirigida por Jayro Bustamante. Fue protagonizada por María Mercedes Coroy junto a los actores Marvin Coroy, Manuel Manuel Antún, Justo Lorenzo y María Telón. La historia gira en torno al dilema que enfrenta María (María Mercedes Coroy) frente a un matrimonio arreglado y a su trabajo en una finca de café en las faldas del volcán Ixcanul. La tranquilidad de María se ve alterada luego de una noche de amor con su novio de la niñez, y se tiene que enfrentar ante la terrible realidad del tráfico de niños en Guatemala. Ixcanul fue muy bien recibida en los festivales de cine de varias partes del mundo.

## Temas
El film es una crítica al racismo y machismo que aquejan a la sociedad guatemalteca.  Y también aborda el tema del tráfico y robo de niños y de recién nacidos, algo que fue un negocio redondo en Guatemala durante la década de 1990.
Otros temas son las comunidades rurales de Guatemala en las que viven personas en extrema pobreza, que no hablan español y no tienen acceso a los servicios básicos.
Es fácil identificarse con cualquiera de los personajes que aparecen en la película porque las emociones que ofrecen no parecen forzadas ni sobreactuadas; además, se muestran varios aspectos de la cosmovisión de los pueblos indígenas guatemaltecos mediante tradiciones, consejos, cantos y otros elementos. En cuanto a la escenografía, la película muestra verdes cafetales, cuestas llenas de arena volcánica, y caminos empolvados.

## Sinopsis
| «Con economía descriptiva, el discurso fílmico pareciera ser un documental en el que, sin recursos demagógicos, se hubiesen expuesto algunos aspectos de la problemática de los pueblos originarios. Entre otros: explotación de las empresas agroexportadoras; desconocimiento del español como situación de desventaja frente a la cultura ladina; el tráfico de niños cebándose en quienes carecen de recursos jurídicos y lingüísticos para defenderse; la cultura patriarcal que dispone de la vida de la mujer sin contar con su libre determinación; el abandono de las áreas rurales (falta de agua potable, luz, vivienda…) y el pensar que la inmigración a Estados Unidos representa la solución de carencias y necesidades». —Helen Umaña |

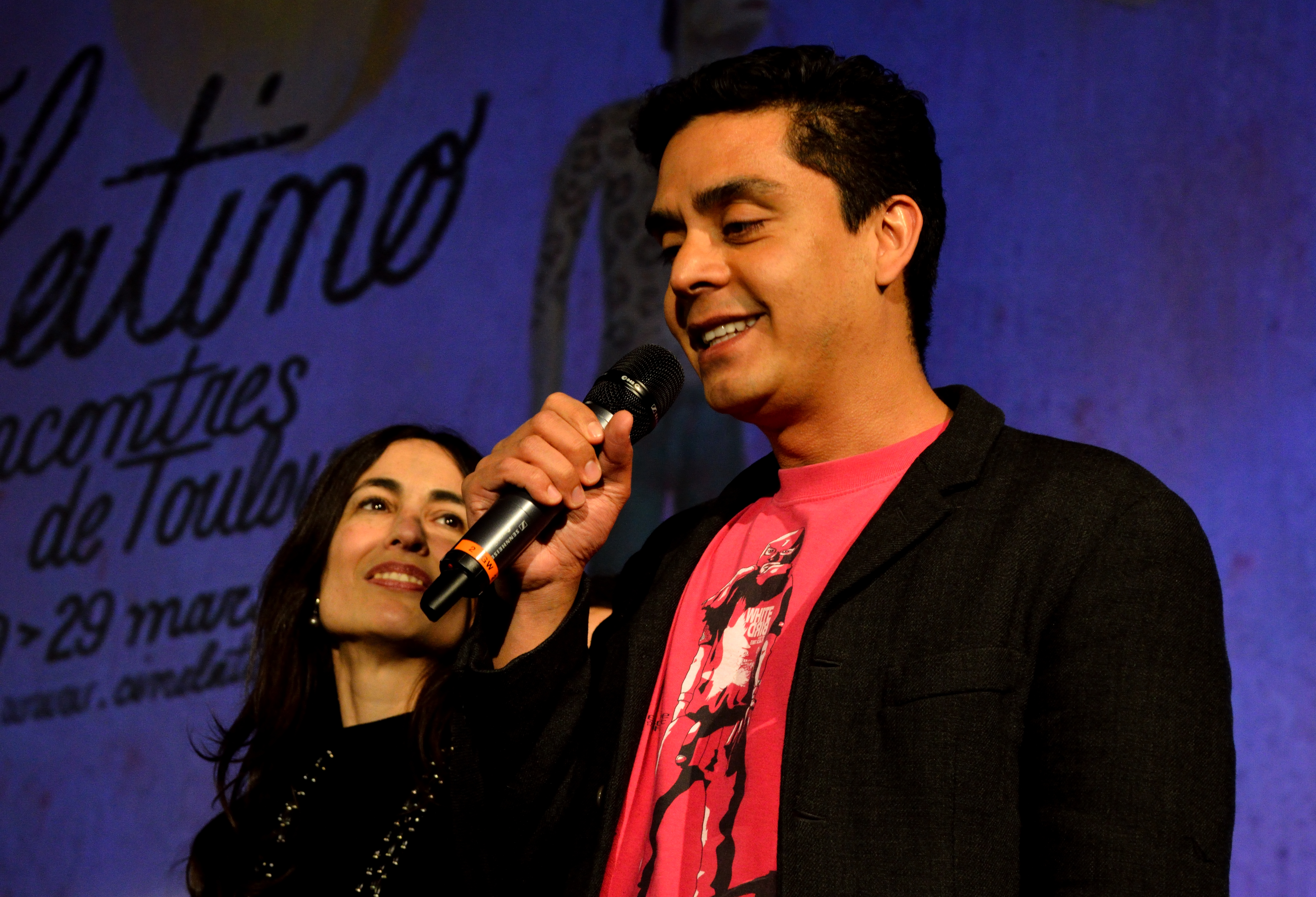
El director Jayro Bustamante en el 27.º Festival de Cine en Toulouse, Francia.

María, una joven indígena guatemalteca de 17 años quiere cambiar su destino, María tiene una personalidad tímida, es muy callada y en oportunidades se comunica solo con miradas. Los ojos entrecerrados parecen reconcentrados en sí misma; después, su madre Juana le arregla el rostro y el cabello con esmero.
Poco después, María y Juana arrastran al corral a un robusto cerdo para que preñe a la hembra, y cumplida la función de semental, el cerdo es degollado sin misericordia.  Luego, en la habitación que la familia comparte, Juana demanda del marido la caricia nocturna. En el cafetal, cargado de frutos de rojo profundo, Pepe la urge a que colme sus deseos y para intentar seducirla, Pepe le cuenta de Estados Unidos y le cuenta de maravillas que están más allá del gran volcán: luz eléctrica permanente y dólares a granel.
Por la vaga promesa de llevársela consigo, María, entre los restos que han dejado Pepe y de otros que han ingerido licor, María queda embarazada; Pepe desparece y Juana trata de inducirle el aborto a María, pero infructuosamente. Pero conforme avanza el embarazo, Juana, se ilusiona con el nieto que se anuncia y toma el control de la situación: controla el enojo del padre y ofrece consejos para un parto feliz. También intenta resolver la situación de la familia, pues Ignacio, el capataz de la finca y prometido de María, indignado por el embarazo de su prometida amenaza con desalojarlos de la parcela que ocupan. Intentando salvar a la familia del desalojo, para sanear el terreno, María camina por él y una serpiente la muerde. La llevan de emergencia a un hospital en la Ciudad de Guatemala y allí, aunque ella se salva, le indican que la recién nacida murió y le dan el féretro, pero no les permiten ver el cadáver.
Pero María no se conforma, y tras varios días desentierra el ataúd y, con horror se da cuenta de que solamente hay ladrillos: ha sido víctima del robo de su hija.  Empleados del hospital, de acuerdo con Ignacio —quien es el único que habla español—, le han quitado a la bebé. Pero Ignacio va más allá: en una operación de compra-venta, Ignacio y el padre de María, mediante un pago que incluye la permanencia en la parcela, acuerdan la unión del capataz con María, quien además tendrá que cuidar a los hijos del matrimonio anterior de Ignacio.
La historia se cierra completando la secuencia inicial: la madre arregla el tocado de María antes de celebrar la boda pero aparece un arrugado velo blanco que se coloca sobre el rostro de la novia, que posiblemente significa que el matrimonio es un túnel sin posible salida pues el matrimonio impuesto equivale a otra forma de esclavitud.
La vida de María es representada por el volcán, ya que, como ella, volcán quiere hacer erupción pero hay días que no puede, mientras que ella quiere salir del mundo en el que está, quiere ver qué hay más allá de la finca, pero no lo logra.

## Banda sonora
La película no tiene música de fondo y en su lugar utiliza sonidos que ayudan a conformar la atmósfera y le dan veracidad a la historia. Los retumbos volcánicos, los ruidos nocturnos, el susurro del viento y los estertores de muerte de la res a mitad del camino son solamente unos ejemplos que sitúan al espectador dentro de la trama.

## Interpretación de la simbología y escenografía
| Categoría                  | Símbolo        | Significado |
| -------------------------- | -------------- | --- |
| Elementos de la naturaleza | Luz solar      | El verde esmeralda de la vegetación |
| Elementos de la naturaleza | Luna           | La luna en cuarto creciente alude a la vida que se está formando en el vientre de María. |
| Elementos de la naturaleza | Topografía     | Las tierras calcinadas en las laderas del volcán |
| Elementos de la naturaleza | Volcán         | El omnipresente «Ixcanul», el volcán cuyos retumbos constituyen el gran recurso sonoro. Quizá, un símbolo de la dualidad, fundamental en la cosmovisión mesoamericana: a él se le reza para solicitar el bien y la felicidad. Pero también se le teme: las huellas de su cólera están presentes en las ennegrecidas rocas. |
| Fauna                      | Aves de corral | Sus huevos recogidos en el gallinero aluden a la nueva vida gestándose en María. |
| Fauna                      | Cerdos         | Las relaciones de los cerdos representan la sexualidad en su expresión más telúrica que solo obedece al instinto. |
| Fauna                      | Serpiente      | Es «sagrada», pero, a la vez, es portadora de muerte. |
| Fauna                      | Vaca           | Su agonía representa la inútil lucha por no morir |
| Relaciones humanas         | Acto sexual    | Realizado en medio de la inmundicia demuestra que no fue por amor sino por motivaciones ajenas a este sentimiento |
| Relaciones humanas         | Furia          | El padre descargando su furia contra un gran leño para no desquitarse con su hija. |
| Relaciones humanas         | Lo irracional  | María, durante la noche saboreando los frutos dulces del café; los campesinos empinándose las botellas de licor en la milenaria costumbre de embriagarse para olvidar la realidad. |
| Construcciones             | Temascal       | Refugio religioso que por su forma redonda —como los antiguos hornos rurales— remite al vientre materno, cueva segura al inicio de la vida. |

## Premios

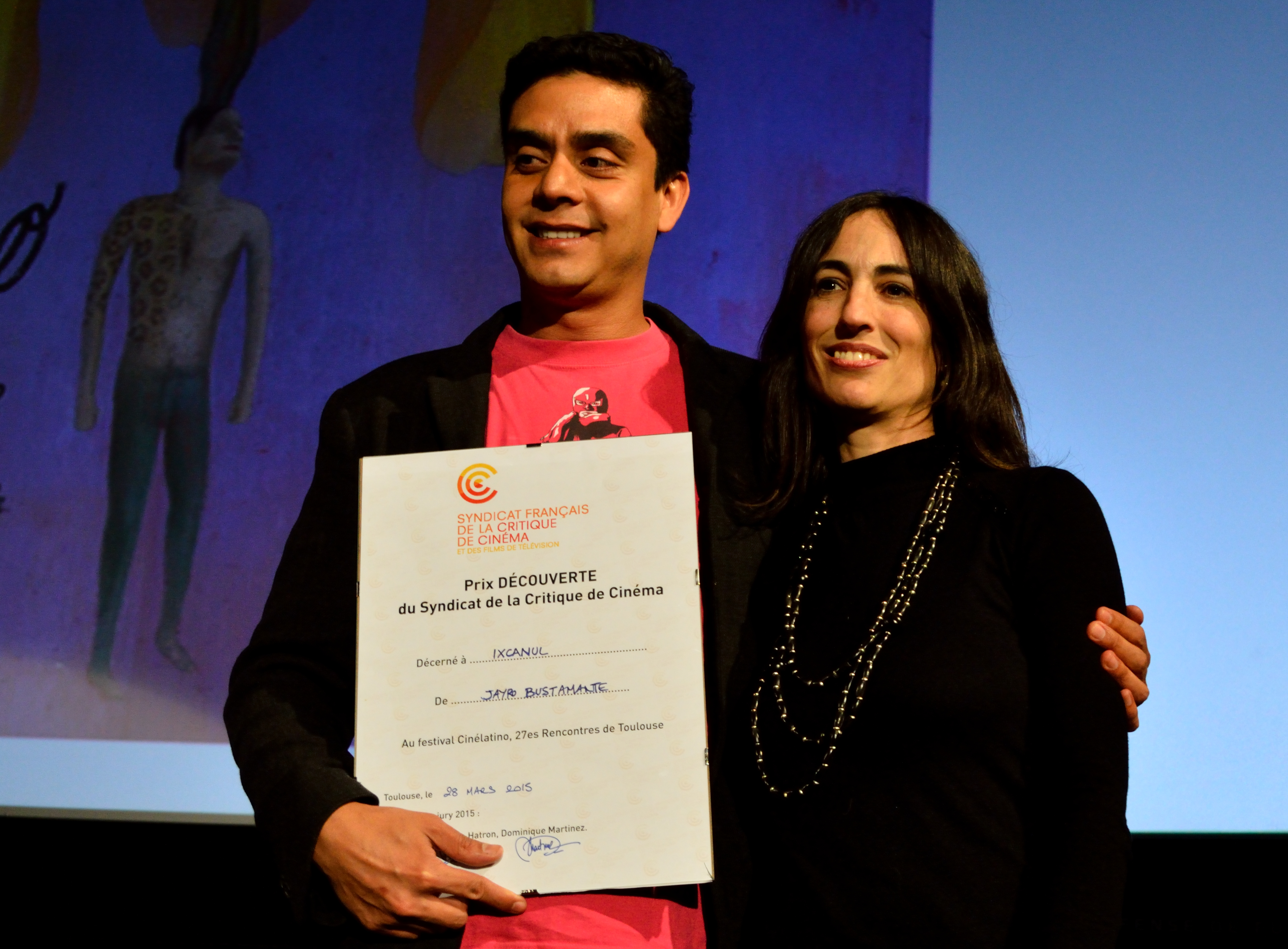
El director Jayro Bustamante con la productora Pilar Peredo recibiendo el premio del Sindicato Francés de Críticos de Cine en el 27.° festival de cine en Toulouse, Francia.

Ixcanul, es la película guatemalteca más galardonada en la historia del cine de ese país centroamericano.
| Premio                                             | Festival                                                   | Resultado                      |
| -------------------------------------------------- | ---------------------------------------------------------- | ------------------------------ |
| Oso de Oro del Premio Alfred Bauer                 | Festival Internacional de Cine de Berlín                   | Nominada                       |
| Oso de Plata del Premio Alfred Bauer               | Festival Internacional de Cine de Berlín                   | Ganadora                       |
| Mejor ópera prima                                  | Festival Internacional de Cine de Berlín                   | Nominada                       |
| Mejor film latinoamericano                         | Festival de cine de San Sebastián                          | Nominada                       |
| Mejor película                                     | Festival de cine de Guadalajara                            | Ganadora                       |
| Mejor película                                     | Festival de cine de Cartagena                              | Ganadora                       |
| FIPRESCI Prize                                     | Festival de cine de Jerusalén                              | Nominada                       |
| Premio del Público                                 | Festival de cine latino de Toulouse, Francia               | Ganadora                       |
| Premio del Sindicato Francés de la Crítica de Cine | Festival de cine latino de Toulouse, Francia               | Ganadora                       |
| Lions Awards                                       | Festival de cine de Róterdam                               | Nominada                       |
| Mejor película                                     | XV Festival Internazionale del Cinema di Frontiera, Italia | Ganadora                       |
| Mejor película                                     | Festival de cine de Armenia                                | Mención honorífica             |
| Mejor película                                     | Film Fra Sor, Noruega                                      | Premio del jurado              |
| Mejor actriz internacional                         | Festival du Nouveau Cinéma en Montreal, Canadá             | Ganadora, María Mercedes Coroy |
| Mejor actriz                                       | Festival de Cine de Arte, Eslovaquia                       | Ganadora, María Telón          |
| Mejor película                                     | 42 Film Fest Gent, Bélgica                                 | Ganadora                       |
| Premio de jurado joven                             | 42 Film Fest Gent, Bélgica                                 | Ganadora                       |
| Mejor película                                     | Festival de Cine de Filadelfia, Pennsylvania, EE. UU.      | Ganadora                       |
| Mejor película                                     | Molodist International Film Festival, Kiev, Ucrania        | Ganadora                       |
| Mejor Película                                     | Premios Platino 2016                                       | Nominada                       |
| Mejor Guion                                        | Premios Platino 2016                                       | Nominada                       |
| Mejor Ópera Prima de Ficción                       | Premios Platino 2016                                       | Ganadora                       |
| Mejor Dirección de Arte                            | Premios Platino 2016                                       | Nominada                       |
| Mejor Dirección de Montaje                         | Premios Platino 2016                                       | Nominada                       |
| Mejor Dirección de Fotografía                      | Premios Platino 2016                                       | Nominada                       |
| Mejor Dirección de Sonido                          | Premios Platino 2016                                       | Nominada                       |

## Reparto
- María Mercedes Coroy (María): originaria de Santa María de Jesús, Sacatepéquez.  En la cinta, Coroy protagoniza a María, una joven de 17 años que es obligada a comprometerse con el encargado de la finca de café donde su padre trabaja.  Coroy obtuvo el papel luego de un casting que el director Jayro Bustamante hizo en Santa María de Jesús.[5]
- María Telón (Juana):  En la cinta, su personaje es insuperable; es una mujer fuerte e infatigable que es el soporte de la familia. Como explica Helen Umaña: «A carcajada batiente y con comentarios picarescos durante el banquete previo a la boda de María. Llevando la iniciativa sexual con el marido. Mientras lo cree una solución, intentando los mecanismos del aborto, pero amorosa cuando advierte que el hijo por nacer va tornando voluminoso el vientre de María (gozo al sentir las pataditas). Frente a un padre que le niega la palabra, entiende que el hijo es la expresión suprema de la vida. Imagen de la desesperación cuando da su propio aliento intentando reanimar al inerte cuerpo de María. Impotente, reclamando por el nieto robado. Con muchas dificultades, después de dejar el hospital, casi sin fuerzas, carga a María para conducirla al temascal».[4]
- Manuel Manuel Antún: Manuel
- Justo Lorenzo: Ignacio
- Marvin Coroy: Pepe